# Jacob Schaefer junior
Jacob „Jake“ Schaefer, Jr. (* 18. Oktober 1894 in Chicago, Illinois; † 10. November 1975 in Cleveland, Ohio) war ein professioneller US-amerikanischer Karambolagespieler deutscher Abstammung.

## Privates
Sein Vater war Jacob Schaefer senior (I), Sohn deutscher Einwanderer. Aufgrund seiner „Heldentaten“ mit dem Queue erhielt er den Spitznamen „The Wizzard“.
Sowohl Schaefer Jun. (II), als auch der Erzrivale seines Vaters Willie Hoppe (ebenfalls deutscher Abstammung), wurden von Schaefer Sen., der noch kurz vor seinem Tod seinen Titel erfolgreich gegen Hoppe verteidigen konnte, unterrichtet.
Jacob Schaefer III (* 1938) und Jacob Schaefer IV (* 1970) sind beide Wissenschaftler.

### Charakter
Jake Junior stand zeitlebens im Schatten seines Vaters, der ihn stets triezte, verbesserte und zu Höchstleistungen anhielt. Dies zeigte sich dann auch in seinem Charakter. Es herrschte eine fast einhellige Zustimmung, dass Jake humorlos, unglaublich langweilig und mit absolutem Desinteresse an anderen Sachen, außer dem Billard, war. Abseits des Tisches war er lustlos. Trotzdem galt er als exzellenter Spieler in der Freien Partie und im Cadre, ein Besserer als sein Vater, und später auch großartig im Dreiband. Er dimmte diesen Glanz erheblich, indem er ein Weltklasse-Muffel wurde. Der Spieler und Fachbuchautor Danny McGoorty beschrieb ihn folgendermaßen:

“Jake Schaefer had about as much personality as a door-knob.”

„Jake Schaefer hat ungefähr die gleiche Ausstrahlung wie ein Türknauf.“

Diese Muffeligkeit kam jedoch nicht von ungefähr. Obwohl er ein besserer Spieler als sein Vater war, war sein Vater wesentlich beliebter und er spielte immer nur die zweite Geige. Diese Rolle blieb ihm auch nach dem Tod seines Vaters erhalten, als er sich immer hinter Hoppe, während der gemeinsamen Dreiband-Karriere, einreihen musste, obwohl er bei den Cadre-47/2-Weltmeisterschaften mit 5:3 vorne lag. Mit der Zeit hatte diese Disziplin jedoch bei den Spielern und dem Publikum an Attraktivität eingebüßt und Dreiband wurde immer populärer.
Im Gegensatz zu anderen „Billard-Leuchten“ vor ihm galt er nicht als Wunderkind, sondern musste sein Leben lang hart lernen, auch von jungen Spielern.

## Karriere

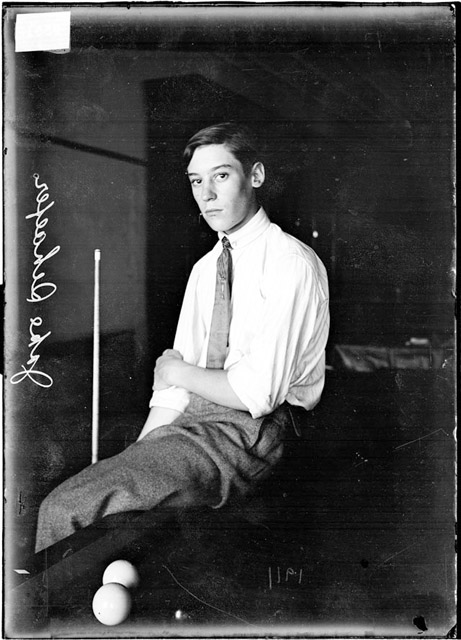

Als er 16 Jahre alt war, starb sein Vater an Tuberkulose. Auf dem Sterbebett ermahnte er ihn noch, er solle die Profi-Laufbahn erst anstreben, wenn er WM-Niveau habe. Davon angestachelt, er war kein Naturtalent, sondern ein „Lerner“, steigerte er seine Leistung und wurde mit 20 Jahren Profi. Bei seinem Debüt schlug er seines Vaters Rivalen für mehr als 40 Jahre, Georg Slosson, im Cadre 47/1. Am Ende wurde er jedoch Letzter des Turniers. Innerhalb von sieben Jahren eroberte die Spitze beim 47/2 und schlug Willie Hoppe 1921 bei der WM.
Wie sein Vater war er Spezialist in der Freien Partie und im Cadre.

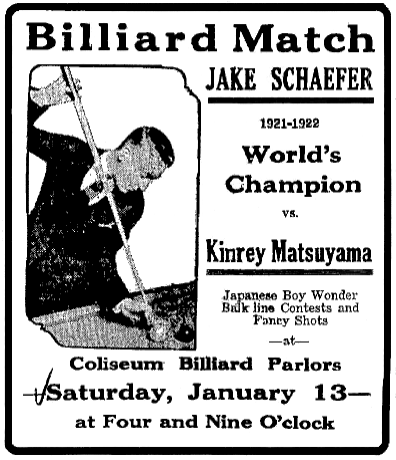
Anzeige vom 11. Januar 1923 für ein Match zwischen ihm und dem japanischen „Wunderknaben“ und Champion Kinrey Matsuyama

Schaefer wurde von den meisten Sporthistorikern als der beste US-Cadre-Spieler aller Zeiten betrachtet.

## Titel und Turniersiege
- Cadre-47/1-Weltmeister: 1927, 1928
- Cadre-47/2-Weltmeister: 1921, 1923, 1924, 1925, 1927, 1929, 1930
- Cadre-71/2-Weltmeister: 1937, 1938

Anmerkung:
Die Angaben über seine Weltmeisterschaftstitel sind keine offiziellen WM-Titel, da die USA zu diesem Zeitpunkt nicht Mitglied des Weltverbandes UIFAB war und die Turniere meist nicht weltweit ausgeschrieben und zumeist nur von US-Spielern bestritten wurden. Die US-Amerikaner bezeichnen dies aber oft fälschlicherweise als WM.

## Rekorde
- 400 Einzeldurchschnitt (ED)

Die Weltmeisterschaft im Cadre 47/2 fand 1925 im „Congress Hotel“ in Chicago statt. Im sechsten Spiel des Turniers spielte er gegen den deutschen Altmeister Erich Hagenlocher. Schaefer gewann das Ausspielen und begann das Spiel. Gleich in der ersten Aufnahme konnte er das Spiel gewinnen und ließ Hagenlocher mit 400:0 am Tisch zurück.
Hagenlocher wurde später zitiert, dass er zum Schluss nur noch hoffte, dass Schaefer „aus machen“ würde. Er war sich nicht sicher, ob er nach mehr als einer Stunde des Sitzens und Zuschauens überhaupt noch aufstehen und spielen würde können.
- 57,14 Generaldurchschnitt (GD)
- 93,25 Matchdurchschnitt
- 432 Höchstserie (HS)

## Ehrungen
1968 wurde er, zusammen mit seinem Vater, posthum in die Hall of Fame des Billiard Congress of America aufgenommen.